# Hamlets
Хамлети (енгл. Hamlets; претходно познати као IBM Servlet-based Content Creation Framework) је назив Open Source система за прављење веб страница, који је првобитно развио Рене Павлицек (René Pawlitzek) из IBM-а. Он дефинише Хамлет као екстензију сервлета који, користећи SAX (the Simple API for XML), чита XHTML темплејт датотеке у којима је дефинисана презентација и динамички (у лету) додаје садржај на она места у темплејту која су обележена специјалним знацима и идентификаторима користећи мали скуп функција повратног позива. За убрзавање Хамлета може да се користи темплејт компајлер.
Хамлети представљају мали и лако разумљив шаблон за прављење садржаја базираног на сервлетима и олакшавају развој веб базираних апликација. Хамлети не само да подржавају већ и намећу потпуно раздвајање садржаја и презентације.